# 第13装甲擲弾兵旅団 (ドイツ連邦陸軍)
第13装甲擲弾兵旅団（だい13そうこうてきだんへいりょだん、ドイツ語：Panzergrenadierbrigade 13）は、ドイツ連邦陸軍の旅団の一つ。第5装甲師団隷下にあって、旅団司令部をヴェッツラーに置き、旅団隷下部隊は主にヘッセン州に駐屯していた。

## 歴史

### 第1次編制
1966年8月1日に旅団の前身となるB5戦闘群がオーバープファルツのグラーフェンヴェーアにて編成され、1957年春にヴェッツラーに移転する。当初、戦闘群本部には以下の部隊があった。
- 第15装甲擲弾兵大隊
- 第15戦車大隊

### 第2次編制
陸軍第2次編制に基づき戦闘群は第13装甲擲弾兵旅団に改編・改称される。1959年時点における旅団隷下部隊は以下のとおり。
- 旅団司令部
- 第131装甲擲弾兵大隊（1959年4月1日にマールブルクの第2擲弾兵大隊とハンメルブルクの第351擲弾兵大隊から）
- 第132装甲擲弾兵大隊
- 第133装甲擲弾兵大隊（旧第15装甲擲弾兵大隊）
- 第134戦車大隊（第15戦車大隊の一部から）
- 第135砲兵大隊（1956年11月6日にグラーフェンヴェーアの第5砲兵連隊第3中隊から）
- 第136補給大隊（1959年2月14日に第5補給大隊の一部から）
- 第130装甲工兵中隊（1959年11月1日に第5装甲工兵大隊の一部から）
- 第130駆逐戦車中隊（1959年4月1日に第5憲兵大隊第3中隊から）

旅団はディーツの第5装甲師団隷下となり、師団における「筆頭」旅団として機能する。旅団の歴史における絶頂期は、1962年6月にムールムロンで実施されたシャルル・ド・ゴール共和国大統領とコンラート・アデナウアー連邦首相が臨席した観閲式に参加したことであった。

### 第3次編制
1972年秋にさらなる再編成が実施される。第136補給大隊は旅団から離脱し、第5装甲師団直轄の補給大隊となる。この内、第3中隊と第4中隊はそれぞれ第130整備中隊と第130補給中隊として旅団直轄部隊として残った。
ゲオルク・レーバー連邦国防大臣は1972年に旅団を訪問する。本旅団は最初に訪問した陸軍旅団であり、1978年に連邦国防大臣の離任に際し陸軍を代表して第13装甲擲弾兵旅団は送別の部隊パレードに参加する。

### 第4次編制
陸軍第4次編制に基づき第131装甲擲弾兵大隊は第132装甲擲弾兵大隊に改称され、シュヴァルツェンボルンの旧132装甲擲弾兵大隊は第15装甲旅団に配転・隷属し第152装甲擲弾兵大隊に改称された。1981年10月1日に第131装甲擲弾兵大隊は再編成で復帰し、戦車と装甲歩兵戦闘車の混成による混成装甲大隊となっている。この大隊は平時には一部のみが現役運用されていた。1986年時点の旅団隷下部隊は以下のとおり。
- 旅団司令部中隊
- 第131装甲擲弾兵大隊
- 第132装甲擲弾兵大隊
- 第133装甲擲弾兵大隊
- 第134戦車大隊
- 第135装甲砲兵大隊
- 第130整備中隊
- 第130補給中隊
- 第130駆逐戦車中隊
- 第130装甲工兵中隊

1994年に旅団は解隊する。

## 歴代旅団長
| 代 | 氏名                                                                        | 着任          | 離任          |
| -- | --------------------------------------------------------------------------- | ------------- | ------------- |
| 1  | ゲルト・ルーゲ陸軍大佐 Gerd Ruge                                            | 1956年1月9日  | 1959年8月15日 |
| 2  | パウル・ヨーダン陸軍准将 Paul Jordan                                        | 1959年8月15日 | 1962年1月10日 |
| 3  | ヴェント・フォン・シェラコフスキ陸軍大佐 Wendt von Sierakowski              | 1962年1月10日 | 1966年9月30日 |
| 4  | ハッソ・フィービック陸軍准将 Hasso Viebig                                   | 1966年10月1日 | 1967年3月16日 |
| 5  | ハンス＝ヨアヒム・ダンクヴォルト陸軍大佐 Hans-Joachim Danckworth            | 1967年3月17日 | 1970年9月30日 |
| 6  | ホルスト・シャイベルト陸軍准将 Horst Scheibert                              | 1970年10月1日 | 1977年9月30日 |
| 7  | ルッツ・ムーク陸軍大佐 Lutz Moek                                            | 1977年10月1日 | 1978年9月30日 |
| 8  | クルト・グラーフ・フォン・シュヴァインッツ陸軍大佐 Kurt Graf von Schweinitz | 1978年10月1日 | 1980年3月28日 |
| 9  | クラウス・クラフッス陸軍大佐 Ernst Klaffus                                  | 1980年3月28日 | 1982年9月28日 |
| 10 | ロルフ・ヒュツター陸軍准将 Rolf Hüttel                                      | 1982年9月28日 | 1984年9月26日 |
| 11 | ライナー・ティール陸軍准将 Rainer Thiel                                     | 1984年9月27日 | 1989年3月31日 |
| 12 | ハインリヒ・ホール陸軍准将 Heinrich Holl                                    | 1989年4月1日  | 1994年3月31日 |